# Гагарінське
Гага́рінське (каз. Гагарин) — село у складі Бухар-Жирауського району Карагандинської області Казахстану. Адміністративний центр Гагарінського сільського округу.
Населення — 651 особа (2021; 758 у 2009, 730 у 1999, 683 у 1989).
Національний склад станом на 1989 рік:
- німці — 47 %;
- росіяни — 38 %.